# 3860 Plovdiv
3860 Plovdiv è un asteroide della fascia principale. Scoperto nel 1986, presenta un'orbita caratterizzata da un semiasse maggiore pari a 2,8059153 UA e da un'eccentricità di 0,1558533, inclinata di 8,13072° rispetto all'eclittica.